# Ihre
Ihre är en svensk släkt , vars äldsta kända stamfader kom från Eire i Hangvars socken på Gotland. En gren av ätten är adlig.

## Ätten
Det har tidigare hävdats  att ätten har ett äldre ursprung från Skottland, under namnet Eijre. Gustaf Elgenstierna anser Hans, bonde på Eire gård i Hangvars socken som ätten äldsta belagda medlem. Sonen Hans Eire var 1616 häradsdomare och bodde även han på Eire gård. Dennes son, Nils Ihre (1624-1688), var glasmästare, källarmästare och gästgivare i Visby, och blev senare rådman där.
Nils Ihres son var Thomas Ihre som var professor i teologi, i sitt första gifte vigd med Brita Steuchia, dotter till ärkebiskop Mattias Steuchius och Anna Tersera från Bureätten, i sitt andra gifte med Petronella Catharina Bille av Dybeck.  Hans son i första giftet var språkforskaren, professor skytteanus och kanslirådet Johan Ihre. Hans första hustru var friherrinnan Sara Charlotta Brauner, dotter till landshövdingen friherre Johan Brauner och Margareta, född Törne. Hans andra hustru var Charlotta Johanna Gerner, dotter till översten Albrecht Gerner och grevinnan Anna, född Gyllenborg.

### Adliga ätten Ihre (nr 2 043)
Johan Ihre adlades 1757 med bibehållet namn. Ätten introducerades året därefter med ättenummer 2 043. Dottern Margareta gifte sig Silfverstolpe, dottern Brita Christina Pfeiff, och Hedvig Maria von Engeström. Äldste sonen Johan Ihre den yngre från första äktenskapet var ryttmästare vid Adelsfanan, men ogift. Albrecht Ihre från andra äktenskapet var diplomat. Med sin hustru Anna Sophia Bäck, vars mor var född Adlerberg, fick han sonen Albrecht Elof Ihre, som upphöjdes till friherre 6 februari 1843, men själv slöt sin ättegren 1877.
Den nu fortlevande adlade ätten härstammar från Johan Ihres sonson major Abraham Ihre (1791–1839), som var gift med stiftsfröken Antoinetta Margareta Riben, vars mor var född Jägerhorn af Spurila.

## Personer ur släkten
- Thomas Ihre (1659-1720)
- Johan Ihre (1707-1780)
- Johan Ihre den yngre (1740-1807)
- Albrecht Ihre (1763-1828)
- Albrecht Elof Ihre (1797-1877)
- Hedvig Maria Ihre (1746–1798)
- Johan Ihre (1867–1956), militär, jordbrukare och fruktodlare